# Me + Marie
Me + Marie ist ein Rock-/Popduo, bestehend aus Maria de Val (Schlagzeug, Gitarre, Gesang; bekannt von der Gruppe Ganes, dort unter ihrem eigentlichen Namen Maria Moling) und Roland Scandella (Gitarre, Gesang).

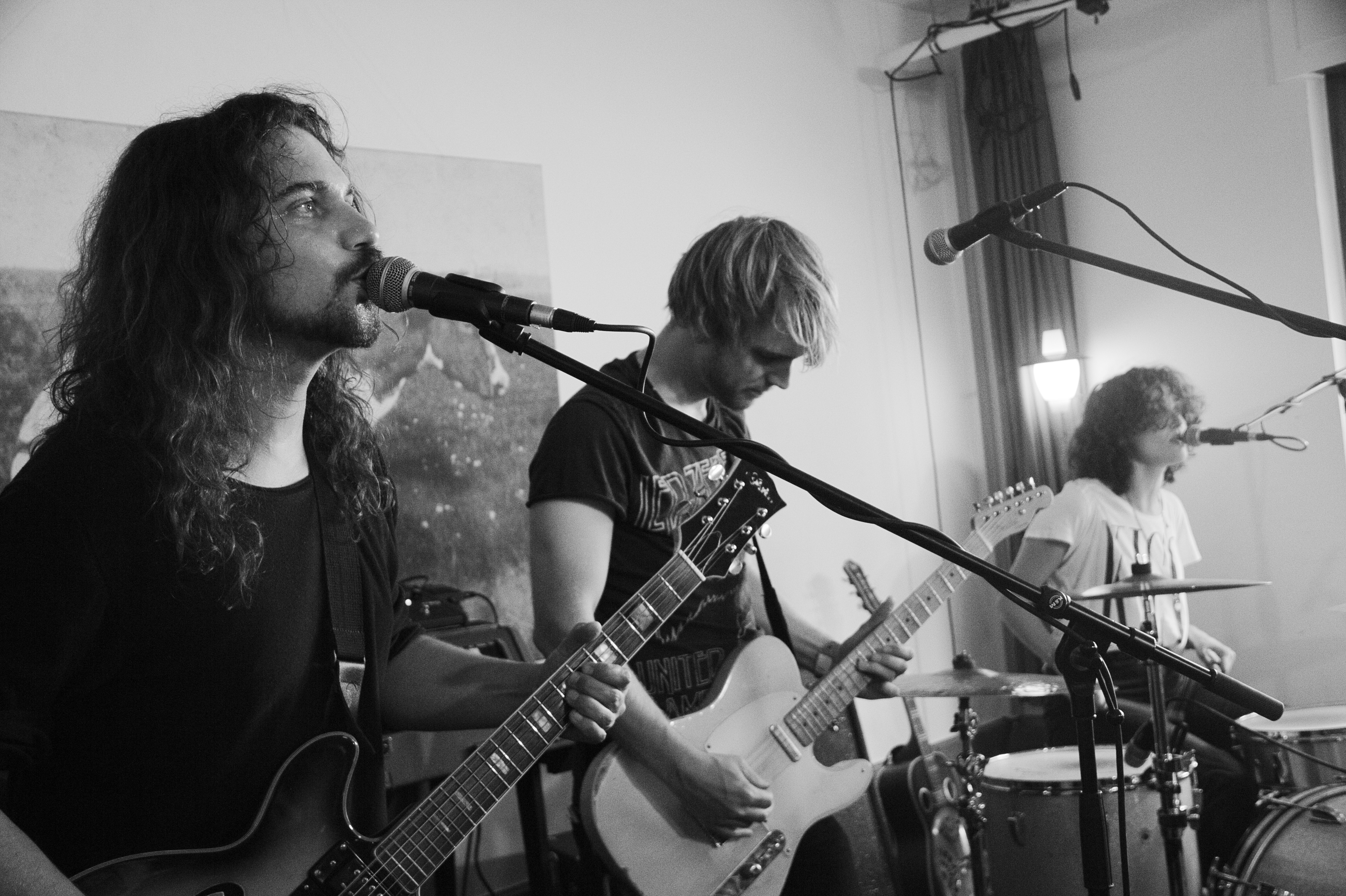
Me + Marie live 2016

Auf ihrem Debütalbum One Eyed Love, produziert von Alex Sprave aus Berlin, finden sich minimalistisch arrangierte Rock- und Popsongs, teilweise mit schroffen Gitarrenriffs und Soli. Die Besetzung mit nur zwei Bandmitgliedern, wobei Me + Marie live meist von einem weiteren Musiker unterstützt wurden, war anfangs ein Markenzeichen der Band. Das zweite Album Double Purpose wurde im Winter 2017/18 produziert. Me + Marie haben ihren Sound weiterentwickelt und spielen darauf teils opulente Rocknummern, die in ihren Arrangements ausgefeilter sind. Live werden Maria de Val und Roland Scandella ab 2018 von Bassisten und Keyboardern unterstützt.

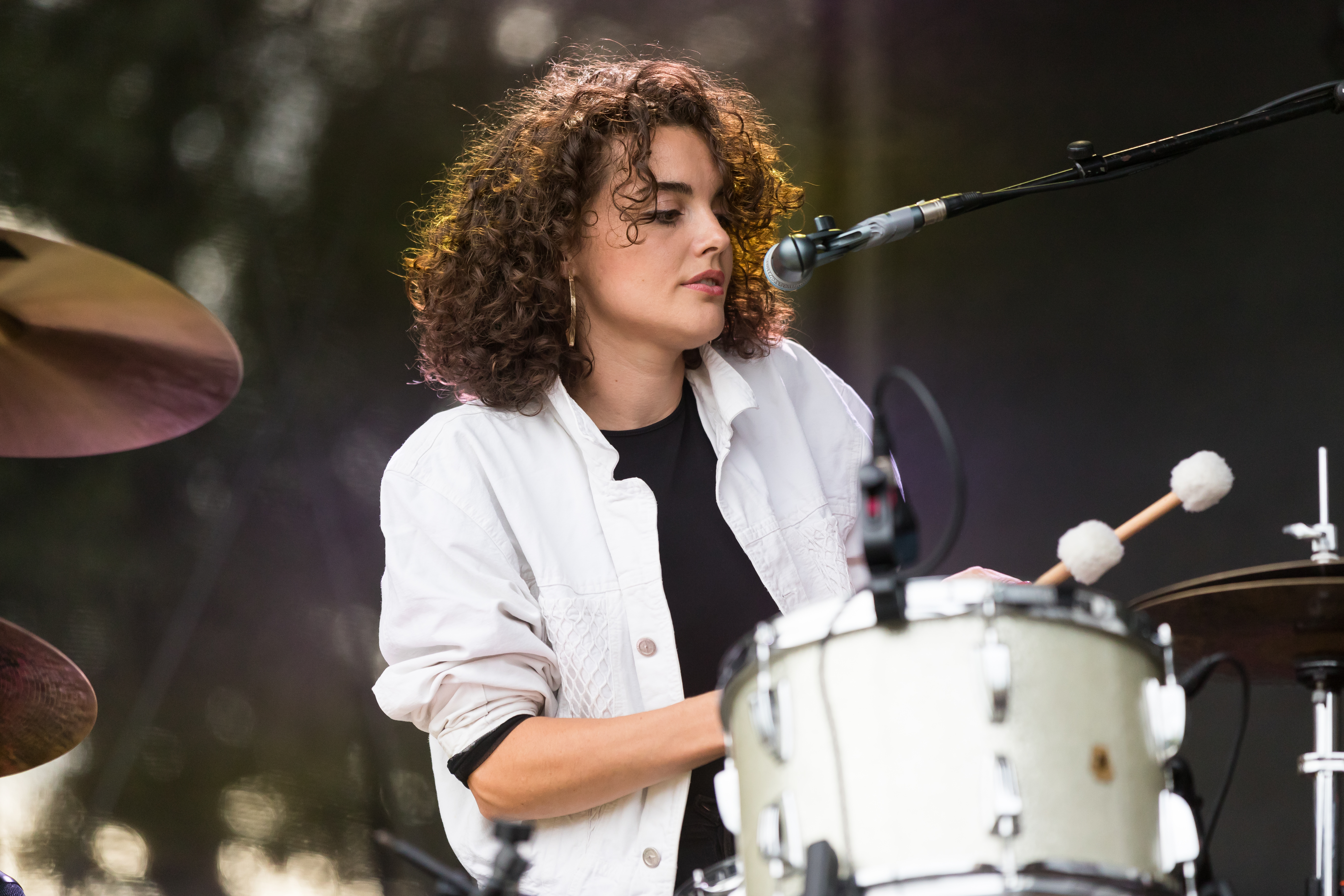
Maria de Val
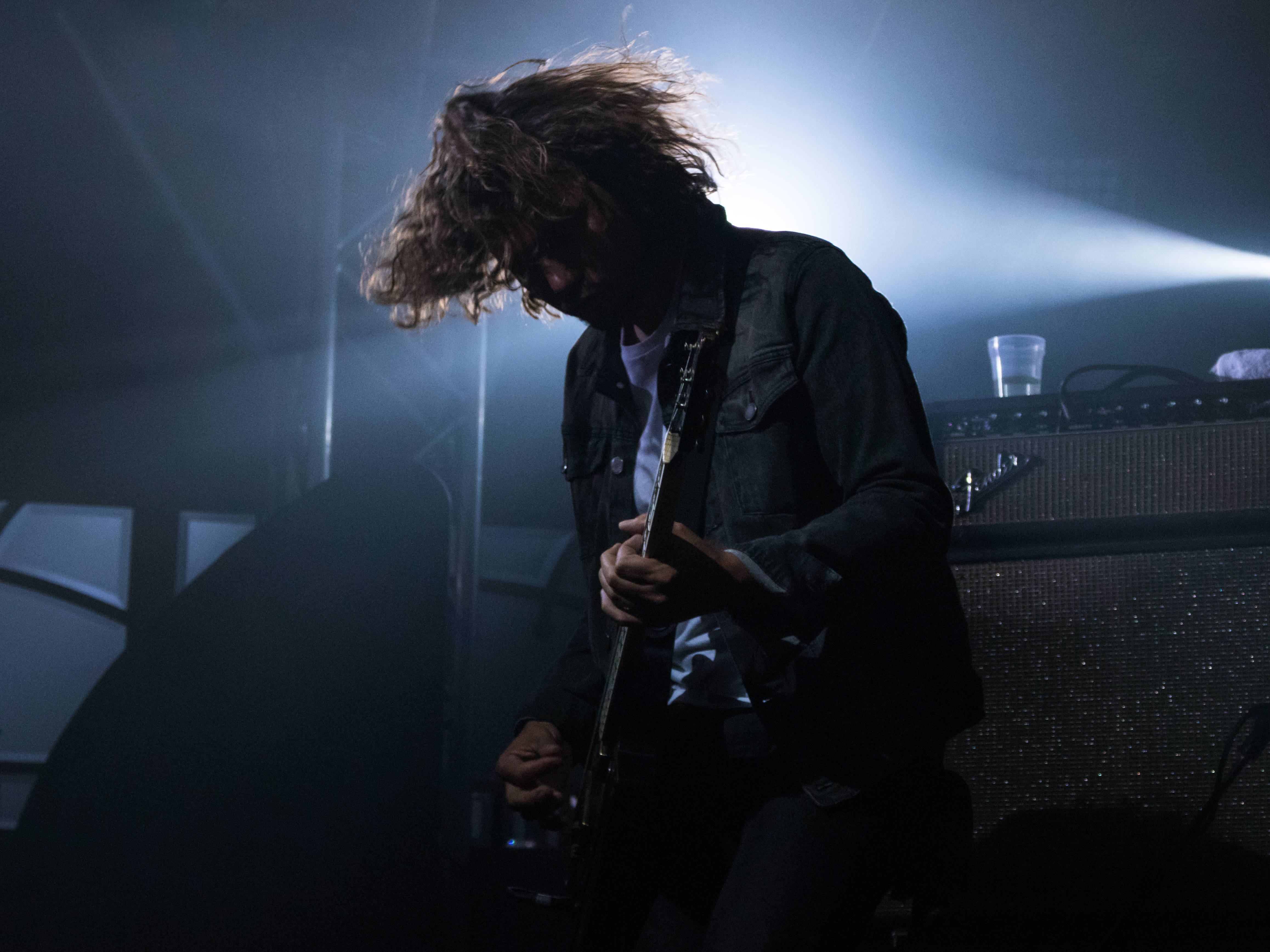
Roland Scandella

## Diskografie
- 2016: One Eyed Love (Album, Capriola/Sony)
- 2018: Double Purpose (Album, Capriola/Sony)